# Karl Heitzler

Karl Heitzler nach seinem Amtsantritt

Karl Heitzler (* 7. Mai 1839 in St. Pölten; † 2. Mai 1923 ebenda) war ein österreichischer Politiker (DFP) und 19. Bürgermeister von St. Pölten sowie Jurist und Schriftsteller.

## Leben
Karl Heitzler wurde am 7. Mai 1839 in St. Pölten als Sohn eines Hufschmieds geboren. Aufgrund seiner eher schwachen Physis konnte er den Beruf seines Vaters nicht ergreifen und besuchte stattdessen ein kremser Gymnasium. Nach dem Jus-Studium an der Universität Wien trat er in der Rechtsanwaltskanzlei von Johann Ofner ein.
1870 gründete er eine eigene Kanzlei, sein bisheriger Arbeitgeber wurde Bürgermeister, und wurde in den Gemeinderat gewählt. Dort stellte er unter anderem den Antrag zur Gründung des Stadtmuseums, des Umbaus des Stadttheaters und die Errichtung einiger Schulen.
Nach dem Tod des Bürgermeisters Otto Eybners und des Vizebürgermeisters Eugen Freiherr von Aichelburg 1917 übernahm er als dienstältester Gemeinderat das Amt des Bürgermeisters bis zur Neuwahl 1919.
Heitzler war auch bedeutender Münzensammler und betätigte sich als Maler und Literat. Er verstarb am 2. Mai 1923 in seiner Villa in der St. Pöltner Parkpromenade.

## Werke als Schriftsteller
- Selbstbiographie (Stadtarchiv St. Polten)
- Das St. Pöltner Stadttheater, in: Beiträge zur lokalen Kunstpflege, 1910
- Ein Vermächtnis (Erzählung), 1898 (unter Pseudonym Karl Benedikt)
- Dramen (alle nur im Manuskript)
  - K. Josef; Die Kunst, 1893
  - Zwei Frauen
  - Gesprengte Ketten
  - Ausernster Zeit (5 Bühnenbilder von den Befreiungs-kriegen)
  - Blücher, 1913
  - Der Erbprinz, 1914
  - Erich Volkmann, 1916
  - Der Umsturz, 1919
- Volksstücke
  - Die Brandhoferin
  - Die Brukner-Sefferl

Quelle:

## Ehrungen
- Heitzlergasse in St. Pölten
- Ehrenbürgerschaft von St. Pölten (1907)[4]